# Tyloperla attenuata
Tyloperla attenuata és una espècie d'insecte plecòpter pertanyent a la família dels pèrlids.